# Ebsdorf
Ebsdorf  ist ein Ortsteil der Gemeinde Ebsdorfergrund im Osten des mittelhessischen Landkreises Marburg-Biedenkopf.

## Geographische Lage
Das Haufendorf grenzt im Süden an Leidenhofen, im Osten an Mölln, im Westen an Hachborn und im Norden an Beltershausen. Ebsdorf liegt zwischen den Lahnbergen und den Ausläufern des Vogelsberges. Durch den Ort verlaufen die Landesstraßen 3048 und 3089. Die Zwester Ohm fließt durch Ebsdorf.

## Geschichte

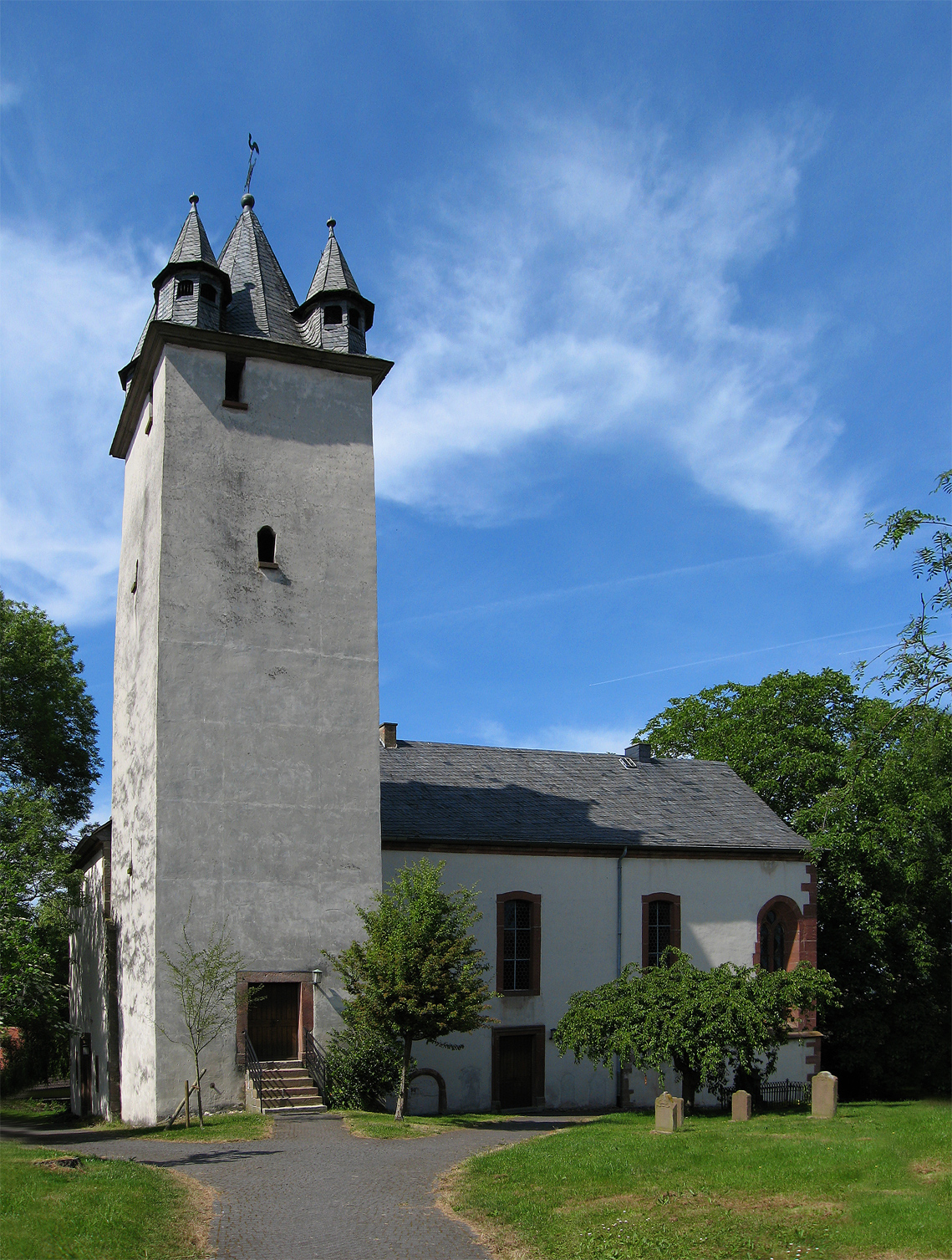
Die Wehrkirche in Ebsdorf

### Ortsgeschichte
Die ältesten bekannten schriftlichen Erwähnungen von Ebsdorf erfolgte in Urkunden des Klosters Fulda unter den Namen Ebilizdorf; Eulizedorf; Ebilezdorf, sie werden in die Zeit 750–779 datiert. Im Ort gab es die Burg Ebsdorf die erstmals 1054 erwähnt wurde. Die evangelische Wehrkirche wurde um 1200 erbaut. Während der Zeit des napoleonischen Königreichs Westphalen 1806 bis 1813 war Ebsdorf Verwaltungssitz des Kantons Ebsdorf im Distrikt Marburg des Departement der Werra. 
Juden sind seit dem 18. Jahrhundert in Ebsdorf nachweisbar. 1885 lebten 8 jüdische Mitbürgerinnen und Mitbürger im Dorf, was 1 % der Ortsbevölkerung entsprach. Sie gehörten zur jüdischen Gemeinde in Nordeck und gingen in die dortige Synagoge. Ihre Toten bestatteten sie auf dem jüdischen Friedhof Rauischholzhausen. 1932 lebten in Ebsdorf noch sieben jüdische Bewohnerinnen und Bewohner. Am 31. Mai 1942 wurden Moses Walldorf und seine Frau Dina (Thekla) geb. Theisebach in der 2. Deportation vom Hauptbahnhof Marburg nach Kassel und von dort ins Vernichtungslager Sobibor verschleppt und ermordet. Zum Gedenken für die Familien Walldorf und Lion wurden in Ebsdorf 2014 sieben Stolpersteine verlegt.
Von 1905 bis 1972 war in Ebsdorf ein Bahnhof der Marburger Kreisbahn; die Gleise lagen bis nach Dreihausen. Am 28. Mai 1944 wurde an den Gleisen der Kreisbahn zwischen Ebsdorf und Heskem ein deutsches Jagdflugzeug von amerikanischen P-51 "Mustang" abgeschossen. Der Flugzeugführer des Messerschmitt-Jagdflugzeugs kam beim Aufschlag seiner Maschine ums Leben. Der Leichnam des gefallenen Flugzeugführers, Oberfeldwebel Fritz Timm vom Jagdgeschwader 1, wurde in seine Heimat nach Chemnitz überführt.
Nach mehreren Teilnahmen konnte Ebsdorf im Jahre 2001 die Bronzemedaille auf Bundesebene im Wettbewerb Unser Dorf hat Zukunft erreichen, nachdem schon vorher im Bezirks- und Landeswettbewerb die Gold- und Silbermedaillen errungen worden waren.
Hessische Gebietsreform (1970–1977)
Zum 1. Juli 1974 wurden im Zuge der Gebietsreform in Hessen die vorher selbständigen Gemeinden Ebsdorfergrund, Beltershausen, Ebsdorf, Hachborn, Ilschhausen, Leidenhofen und Rauischholzhausen kraft Landesgesetz zur neuen Großgemeinde Ebsdorfergrund zusammengeschlossen. Für alle ehemals eigenständigen Gemeinden von Ebsdorfergrund wurden Ortsbezirke gebildet.

### Verwaltungsgeschichte im Überblick
Die folgende Liste zeigt die Staaten und Verwaltungseinheiten, denen Ebsdorf angehört(e):
- vor 1567: Heiliges Römisches Reich, Landgrafschaft Hessen, Gericht Ebsdorf (Gericht Ebsdorf bestand aus den Orten: Ebsdorf, Leidenhofen, Hachborn, Erbenhausen, Hassenhausen, Ilschhausen, Roßberg, Dreihausen, Möln und Heskem)[8]
- ab 1567: Heiliges Römisches Reich, Landgrafschaft Hessen-Marburg, Amt Marburg[9]
- 1604–1648: Heiliges Römisches Reich, strittig zwischen Landgrafschaft Hessen-Darmstadt und Landgrafschaft Hessen-Kassel (Hessenkrieg), Amt Marburg, Gericht Ebsdorf
- ab 1648: Heiliges Römisches Reich (bis 1806), Landgrafschaft Hessen-Kassel, Amt Marburg
- ab 1786: Heiliges Römisches Reich, Landgrafschaft Hessen-Kassel, Amt Treis an der Lumbde
- ab 1806: Landgrafschaft Hessen-Kassel, Amt Treis an der Lumbda
- 1807–1813: Königreich Westphalen,[Anm. 2] Departement der Werra, Distrikt Marburg, Kanton Ebsdorf
- ab 1815: Kurfürstentum Hessen,[Anm. 3] Oberhessen, Amt Treis an der Lumbda[10]
- ab 1821/22: Kurfürstentum Hessen, Provinz Oberhessen, Kreis Marburg[11][Anm. 4]
- ab 1848: Kurfürstentum Hessen, Bezirk Marburg
- ab 1851: Kurfürstentum Hessen, Provinz Oberhessen, Kreis Marburg
- ab 1867: Königreich Preußen,[Anm. 5] Provinz Hessen-Nassau, Regierungsbezirk Kassel, Kreis Marburg
- ab 1871: Deutsches Reich, Königreich Preußen, Provinz Hessen-Nassau, Regierungsbezirk Kassel, Kreis Marburg
- ab 1918: Deutsches Reich, Freistaat Preußen, Provinz Hessen-Nassau, Regierungsbezirk Kassel, Kreis Marburg
- ab 1944: Deutsches Reich, Freistaat Preußen, Provinz Kurhessen, Landkreis Marburg
- ab 1945: Amerikanische Besatzungszone,[Anm. 6] Groß-Hessen, Regierungsbezirk Kassel, Landkreis Marburg
- ab 1946: Amerikanische Besatzungszone, Hessen, Regierungsbezirk Kassel, Landkreis Marburg
- ab 1949: Bundesrepublik Deutschland, Hessen, Regierungsbezirk Kassel, Landkreis Marburg
- ab 1974: Bundesrepublik Deutschland, Land Hessen, Regierungsbezirk Kassel, Landkreis Marburg-Biedenkopf, Gemeinde Ebsdorfergrund[Anm. 7]
- ab 1981: Bundesrepublik Deutschland, Land Hessen, Regierungsbezirk Gießen, Landkreis Marburg-Biedenkopf, Gemeinde Ebsdorfergrund

### Gerichte seit 1821
Mit Edikt vom 29. Juni 1821 wurden in Kurhessen Verwaltung und Justiz getrennt. In Marburg wurde der Kreis Marburg für die Verwaltung eingerichtet und das Landgericht Marburg war als Gericht in erster Instanz für Ebsdorf zuständig. 1850 wurde das Landgericht in Justizamt Marburg umbenannt. Mit dem Gesetz über die Neugliederung von Untergerichtsbezirken vom 13. Juli 1833 wurde Ebsdorf dem Justizamt Treis an der Lumda zugewiesen. Nach der Annexion Kurhessens durch Preußen wurde durch einen Gebietstausch Treis an das Großherzogtum Hessen abgetreten und Ebsdorf wurde dem Justizamt Marburg zugeordnet. Am 1. September 1867 erfolgte die Umbenennung des bisherigen Justizamtes in Amtsgericht Marburg. Auch mit dem Inkrafttreten des Gerichtsverfassungsgesetzes von 1879 blieb das Amtsgericht unter seinem Namen bestehen.

## Bevölkerung

### Einwohnerstruktur 2011
Nach den Erhebungen des Zensus 2011 lebten am Stichtag dem 9. Mai 2011 in Ebsdorf 993 Einwohner. Darunter waren 15 (1,5 %) Ausländer.
Nach dem Lebensalter waren 186 Einwohner unter 18 Jahren, 411 zwischen 18 und 49, 213 zwischen 50 und 64 und 180 Einwohner waren älter. Die Einwohner lebten in 378 Haushalten. Davon waren 78 Singlehaushalte, 99 Paare ohne Kinder und 162 Paare mit Kindern, sowie 33 Alleinerziehende und 6 Wohngemeinschaften. In 60 Haushalten lebten ausschließlich Senioren/-innen und in 252 Haushaltungen leben keine Senioren/-innen.

### Einwohnerzahlen
| Quelle: | Historisches Ortslexikon |
| • 1467: | 45 Hausgesesse |
| • 1577: | 50 Hausgesesse |
| • 1630: | 44 Hausgesessene (6 vierspännige, 5 dreispännige, 7 zweispännige, 6 einspännige Ackerleute, 21 Einläuftige), 7 Witwen, von denen 5 keinen eigenen Haushalt haben. |
| • 1681: | 41 hausgesessene Mannschaften |
| • 1838: | 562 Einwohner (58 nutzungsberechtigte, 25 nicht nutzungsberechtigte Ortsburger, 10 Beisassen).                                                                    |

| Ebsdorf: Einwohnerzahlen von 1778 bis 2011 | Ebsdorf: Einwohnerzahlen von 1778 bis 2011 | Ebsdorf: Einwohnerzahlen von 1778 bis 2011 | Ebsdorf: Einwohnerzahlen von 1778 bis 2011 | Ebsdorf: Einwohnerzahlen von 1778 bis 2011 |
| --- | ------------------------------------------ | ------------------------------------------ | ------------------------------------------ | ------------------------------------------ |
| Jahr |                                            |                                            |                                            | Einwohner                                  |
| 1778 | 1778                                       |                                            | 418                                        | 418                                        |
| 1800 | 1800                                       |                                            | ?                                          | ?                                          |
| 1834 | 1834                                       |                                            | 569                                        | 569                                        |
| 1840 | 1840                                       |                                            | 614                                        | 614                                        |
| 1846 | 1846                                       |                                            | 672                                        | 672                                        |
| 1852 | 1852                                       |                                            | 673                                        | 673                                        |
| 1858 | 1858                                       |                                            | 653                                        | 653                                        |
| 1864 | 1864                                       |                                            | 682                                        | 682                                        |
| 1871 | 1871                                       |                                            | 684                                        | 684                                        |
| 1875 | 1875                                       |                                            | 660                                        | 660                                        |
| 1885 | 1885                                       |                                            | 654                                        | 654                                        |
| 1895 | 1895                                       |                                            | 641                                        | 641                                        |
| 1905 | 1905                                       |                                            | 665                                        | 665                                        |
| 1910 | 1910                                       |                                            | 697                                        | 697                                        |
| 1925 | 1925                                       |                                            | 680                                        | 680                                        |
| 1939 | 1939                                       |                                            | 725                                        | 725                                        |
| 1946 | 1946                                       |                                            | 1.034                                      | 1.034                                      |
| 1950 | 1950                                       |                                            | 1.015                                      | 1.015                                      |
| 1956 | 1956                                       |                                            | 913                                        | 913                                        |
| 1961 | 1961                                       |                                            | 866                                        | 866                                        |
| 1967 | 1967                                       |                                            | 874                                        | 874                                        |
| 1980 | 1980                                       |                                            | ?                                          | ?                                          |
| 1990 | 1990                                       |                                            | ?                                          | ?                                          |
| 2000 | 2000                                       |                                            | 1.000                                      | 1.000                                      |
| 2011 | 2011                                       |                                            | 993                                        | 993                                        |
| Datenquelle: Historisches Gemeindeverzeichnis für Hessen: Die Bevölkerung der Gemeinden 1834 bis 1967. Wiesbaden: Hessisches Statistisches Landesamt, 1968. Weitere Quellen: LAGIS; Gemeinde Ebsdorfergrund; Zensus 2011 |                                            |                                            |                                            |                                            |

### Historische Religionszugehörigkeit
| Quelle: Historisches Ortslexikon | |
| • 1861:                          | 638 lutheranische, 4 jüdische Einwohner, 19 Mitglieder abweichender Sekten                                   |
| • 1885:                          | 613 evangelische (= 93,73 %), ein katholischer (= 0,15 %), 32 andere Christen (= 4,89 %), 8 Juden (= 1,22 %) |
| • 1961:                          | 792 evangelische (= 91,45 %), 73 katholische (= 8,43 %) Einwohner                                            |

### Erwerbstätigkeit
| Quelle: Historisches Ortslexikon | |
| • 1778:                          | Erwerbspersonen: vier Schmiede, drei Maurer, zwei Schreiner, zwei Wagner, drei Krämer (Juden), 6 Schneider, ein Leineweber, drei Faßbinder, zwei Branntweinbrenner, ein Branntweinschenker, ein Viehhändler (Jude), ein Ziegelbrenner, 10 Tagelöhner. |
| • 1838:                          | Familien: 41 Ackerbau, 34 Gewerbe, 18 Tagelöhner |
| • 1961:                          | Erwerbspersonen: 198 Land- und Forstwirtschaft, 140 Produzierendes Gewerbe, 37 Handel und Verkehr, 51 Dienstleistungen und Sonstiges. |

## Politik
Für Ebsdorf besteht ein Ortsbezirk mit Ortsbeirat und Ortsvorsteher nach der Hessischen Gemeindeordnung. Er umfasst das Gebiet der ehemaligen Gemeinde Ebsdorf.
Der Ortsbeirat Ebsdorf  besteht aus fünf Mitgliedern. Bei den Kommunalwahlen in Hessen 2021 betrug die Wahlbeteiligung zum Ortsbeirat 60,83 %. Alle Mitglieder gehörten der „Gemeinsamen Bürgerliste Ebsdorf“ an. Der Ortsbeirat wählte Mario Luther zum Ortsvorsteher.

## Infrastruktur
Im Ort gibt es
- ein Bürgerhaus,

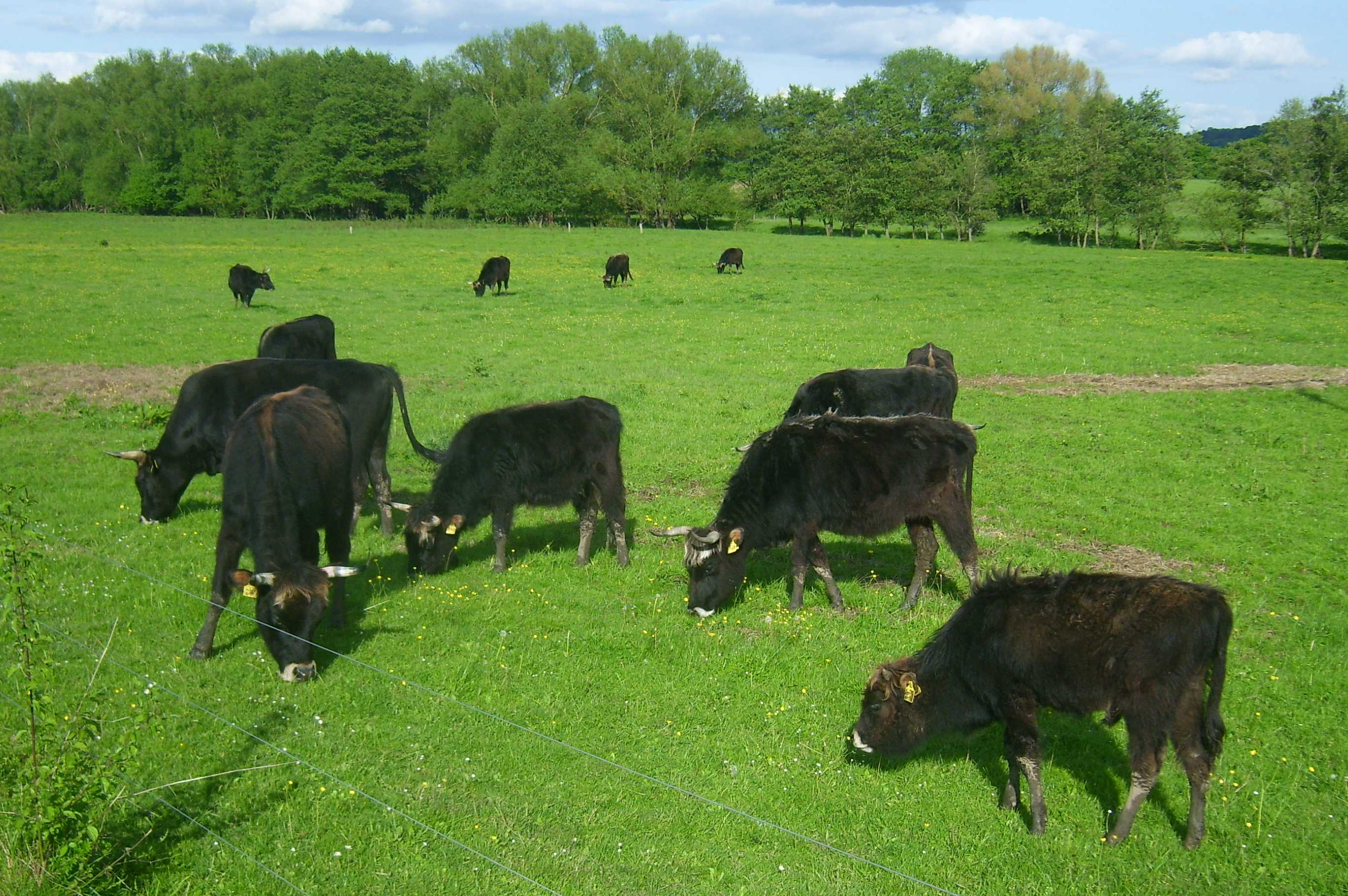
Heckrinder an der Aue der Zwester Ohm auf Ebsdorfer Gemarkung, unmittelbar oberhalb Hachborns, siehe Zwester Ohm#Heckrinder

- die evangelische Kindertagesstätte Pusteblume und
- die Regenbogenschule, eine Grundschule

Auf der zu einem Fahrradweg umgebauten ehemaligen Trasse der Marburger Kreisbahn – letztes Teilstück fertiggestellt und eingeweiht im Mai 2010 – kann man Ebsdorf nun per Radweg erreichen.